# G20-Gipfel in Hangzhou 2016
Der G20-Gipfel in Hangzhou 2016 war das elfte Treffen der Regierungschefs der Gruppe der zwanzig wichtigsten Industrie- und Schwellenländer (G20). Es fand am 4. und 5. September in Hangzhou statt.
Es war der zweite in der Volksrepublik China stattfindende G20-Gipfel (nach 2005 in Peking) und der dritte in einem asiatischen Land (das fünfte Treffen fand im November 2010 in Südkoreas Hauptstadt Seoul statt).
Zentrales Thema war „der Aufbau einer innovativen, gestärkten, vernetzten und inklusiven Weltwirtschaft“, also einer globalen Wirtschaft, die allen Menschen und Ländern zugutekommt. Der globalen Wachstumsschwäche sollte entgegengewirkt werden; zugleich sollten die weltweiten Klimaschutzziele erreicht werden.

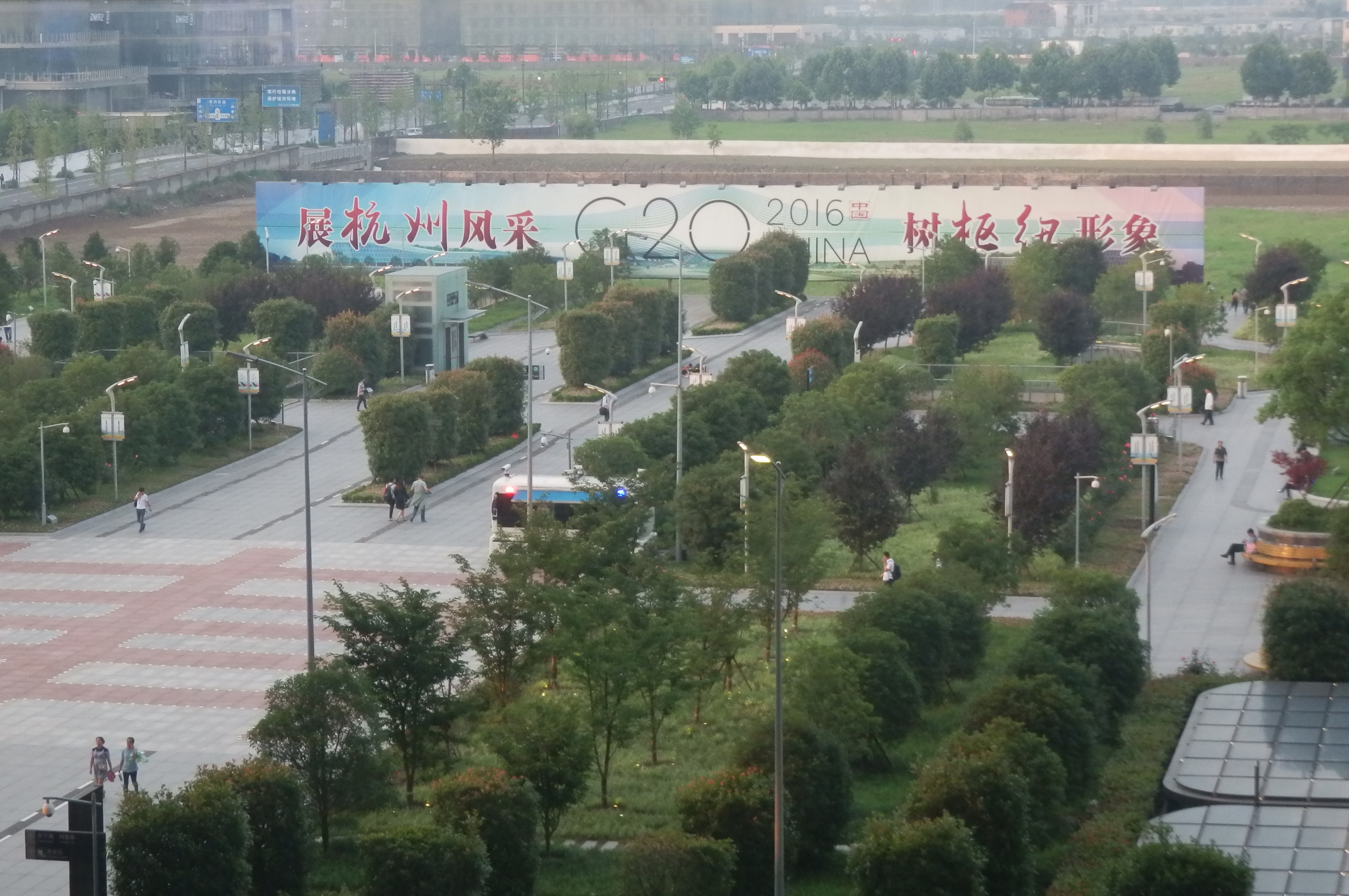
G20-Banner am Bahnhof Hangzhou-Ost der Hochgeschwindigkeitsstrecke (während Vorbereitung des Gipfels im Juni)

## Zum Kontext
Zuvor fanden zwei „Sherpa Meetings“ (eines im Januar und eines im April 2016) und einige „Finance Meetings“ statt.
Im Juli 2016 fand in Chengdu ein Treffen der 20 Finanzminister statt.
Am Vortag des Treffens traten China und die Vereinigten Staaten (die beiden größten Emittenten von Treibhausgasen) dem Übereinkommen von Paris bei; die Präsidenten Xi Jinping und Barack Obama riefen die anderen Länder dazu auf, ihrem Beispiel möglichst bald zu folgen, damit das Abkommen noch 2016 in Kraft treten kann.
Am Rande des G20-Gipfels fanden zahlreiche bilaterale Gespräche statt. Auch die Staatschefs der BRICS-Staaten (die Schwellenländer Brasilien, Russland, Indien, China und Südafrika) kamen zusammen.
Für die britische Premierministerin Theresa May war der Gipfel ihre Premiere auf der internationalen Bühne; für Obama war es der letzte G-20-Gipfel vor der Präsidentschaftswahl 2016.
Chinesische Behörden haben der Deutschen Welle die Akkreditierung für die Berichterstattung des Gipfels verweigert.

## Teilnehmende Staaten
Zu den Teilnehmern zählten Vertreter der G20-Mitgliedstaaten und der Europäischen Union (EU).
Unter den Gastländern und -organisationen befanden sich die Afrikanische Union (Idriss Déby), die Ägypten (Abd al-Fattah as-Sisi) und Spanien (Mariano Rajoy).